# トランキライザー (KREVAの曲)
「トランキライザー」は、日本のヒップホップMC、KREVAのメジャー21枚目のシングルである。発売元はポニーキャニオン。

## 概要
ソロ活動10年目に突入し、常に進化をし続けるKREVAの2014年第1弾シングル。カップリング曲の「稲光」はKREVAがサビのiとaの韻にこだわった部分をテレビでも語った。

## 収録曲
1. トランキライザー
2. 稲光
3. トランキライザー（Inst.）
4. 稲光（Inst.）